# 錢帥君
錢帥君（英語：Claire Chien，1981年7月15日—），台灣女藝人、模特兒。17歲出道於百貨公司模特兒選拔。2005年，與陳思宓（Jill）、殷琦（Monica）合組 J.A.M 女子團體，現已解散，後繼續從事模特兒及活動主持，近年來轉型為通告藝人，活躍於各綜藝節目。

## 音樂作品

### 唱片專輯
- J.A.M
  - 2005年《我有你》

## 演出作品

### 電視劇
| 年份 | 劇名         | 飾演角色 |
| 2006 | 花樣少年少女 | 申晴美   |
| 2007 | 太陽的女兒   | 張巧雲   |
| 2009 | 魔女18號     | 特別客串 |
| 2010 | 妻子們的戰爭 | 金小曼   |
| 2010 | 就想賴著妳   | 特別客串 |
| 2011 | 巔峰時代     | 倪芳芳   |
| 2012 | 絕對達令     | Vivian   |
| 2013 | 雜務特勤組   | 林娜     |

## 主持作品

### 電視節目
- 時尚DNA (與李明川搭檔主持)

## 爭議事項
錢的富商男友郭哲敏，涉嫌成立科技、租賃等4家公司為掩護，實際從事地下匯兌，經手台幣、人民幣、港幣、披索、美金等外幣匯兌業務，日前洗錢組織被破獲，郭男也已潛逃至美國，她的豪奢生活也被起底，不僅被拍到入住大直億萬豪宅，更開豪華轎車接送孩子上貴族學校，甚至傳出侍候她的傭人、保鏢共有5位。而錢帥君事發後都未出聲，也未回記者求證訊息，如今臉書跟ig也都關閉，行蹤成謎。

## 外部連結
- 錢帥君的Instagram帳戶
- Claire-錢帥君的新浪微博